# 에두아르도 구르빈도
에두아르도 구르빈도 마르티네스(스페인어: Eduardo Gurbindo Martínez, 1987년 11월 8일~)는 스페인의 핸드볼 선수로 포지션은 라이트백이다. 현재 베식타시와 스페인 핸드볼 국가대표팀 소속으로 활동하고 있다. 그는 2012년부터 2016년까지 바르셀로나 소속으로 뛰면서 스페인 리그 우승 3회를 달성했으며 코파 델 레이 2회 우승, 코파 아소발과 수페르코파 아소발 우승 3회를 달성했다.
국제 대회에 스페인 국가대표팀의 일원으로 참가했으며, 2020년 하계 올림픽에서 동메달을 획득했다. 또한 세계 선수권 대회 동메달 1개를 획득했고 유럽 선수권 대회 1회 우승을 달성했다.